# 카운테스
카운테스(The Countess)는 프랑스에서 제작된 줄리 델피 감독의 2008년 드라마, 스릴러 영화이다. 줄리 델피 등이 주연으로 출연하였고 매튜 E. 샤우즈 등이 제작에 참여하였다. 알려진 다른 제목으로 바토리가 있다.

## 출연

### 주연
- 줄리 델피
- 윌리엄 허트
- 다니엘 브륄

### 조연
- 아나마리아 마린카
- 앤디 가티엔
- 애드리아나 엘타라스
- 루카스 T. 버글런드
- 세바스티안 블롬베르그
- 제넷 하인
- 안드레 헤니케
- 찰리 후브너
- 제시 인맨
- 롤프 카니에스
- 니콜라이 킨스키
- 프레더릭 라우
- 나타샤 라비주스
- 안나 마리아 뮈헤
- 마리아 시몬
- 펠릭스 보틀러
- 릭키 왓슨

## 제작진
- 공동제작: 헹가메 파나히
- 협력프로듀서: 노버트 프레우스
- 미술: 허버트 푸일
- 세트: 마이클 페크너
- 의상: 피에르-이베스 게이로드
- 배역: 엔자 디아베그